# Heinrich Reimer (Karatesportler)
Heinrich Reimer (* 2. August 1945 in Hamburg) ist ein deutscher Kampfsporttrainer und Bundestrainer für Kumite der Karate-Stilrichtung AKS.

## Leben
1968 entschloss sich Reimer, eine sportliche Herausforderung zu suchen, und fand sie im Wadō-Ryū Karate. Mit 33 Jahren wurde er im Deutschen Karate Verband zum Mannschaftskapitän der ersten deutschen Karate-Nationalmannschaft. 1991 entwickelte er sein eigenes Selbstverteidigungssystem Zanshin-Jitsu. 1997 wurde ihm der 6. Dan Wado-Ryu im Deutschen Karate Verband (DKV) verliehen.
Über seinen Schüler Andreas Modl bekam Reimer Kontakt zum American Karate System, welchem er zunächst skeptisch gegenüberstand. Heute trägt Reimer den 8. Dan in dieser Stilrichtung und ist Bundestrainer für Kumite und Bundesbeauftragter für traditionelle Waffen in dieser Stilrichtung.